# 27 Pułk Piechoty (Imperium Rosyjskie)
27 Witebski pułk piechoty (ros. 27-й пехотный Витебский полк) – oddział piechoty okresu Imperium Rosyjskiego.

## Charakterystyka
Sformowany w 1703. Stacjonował w Tambow. Nosił nazwy: Witebski pp (1811–1833),  Witebski pjegr (1833–1856).

 W przededniu I wojny światowej pułk etatowo posiadał cztery bataliony po cztery kompanie oraz kompanię tyłową. Kompania piechoty czasu wojny liczyła około 240 żołnierzy i 4–5 oficerów. Na szczeblu pułku występował także pododdział karabinów maszynowych (8 km), łączności (w tym 14 konnych gońców i 21 telefonistów) i zwiadowczy (64 zwiadowców, w tym 4 kolarzy). W sumie pułk liczył około 4000 żołnierzy.
Rozformowany w 1918.

## Podporządkowanie
Lipiec 1914:
- 5 Korpus Armijny – Woroneż[8]
  - 7 Dywizja Piechoty – Woroneż
    - 2 Brygada Piechoty – Tambow
      - 27 Witebski pułk piechoty – Tambow